# فيسفلو
فيسفلو (بالإنجليزية: Weissfluh)‏ هو أحد جبال سلسلة جبال الألب بليسور ويقع في كانتون غراوبوندن في سويسرا. يحتل المرتبة رقم 260 في قائمة جبال سويسرا من حيث الارتفاع، إذ يبلغ ارتفاعه حوالي 2843 متر، بينما يبلغ ارتفاع نتوء الجبل 497 متر.